# Micròfon de bobina mòbil
Anomenat també micròfon dinàmic.

És un tipus de micròfon electrodinàmic el qual funciona sobre la base de l'electromagnetisme. Consta d’un diafragma rígid suspès davant un imant permanent potent, que compta amb una esquerda on va acoblada una bobina mòbil sòlida. Quan les ones sonores exciten a diverses capes (de 20-30 mm de diàmetre), la bobina sòlida es mou alhora des de dins la ranura de l’imant. D’aquesta manera, la bobina vibra de forma proporcional al so enregistrat, i en oscil·lar dins del camp magnètic de l’imant permanent es genera un corrent elèctric proporcional a aquest so.
Hi ha dos tipus de micro:
- Aquells que tenen suficient fil fi enrotllat a la bobina per poder entregar un nivell suficient de corrent a la sortida.
- Aquells amb menys espires que requereixen una preamplificació. En aquest cas, el preamplificador està allotjat al mateix cos del micròfon.

Les càpsules solen ser omnidireccionals o cardioides.
La freqüència o pic de ressonància (anomenat també pic de presència) se situa a les freqüències mitjanes, al voltant dels 5 kHz, i a partir dels 8 o 10 kHz la seva resposta en freqüència decau ràpidament, la qual cosa es deu al fet que la mateixa estructura de la bobina impedeix que el diafragma es mogui a velocitat suficient per poder captar freqüències altes.
La impedància de sortida als micròfons de bobina mòbil està entre els 150 i els 600 òhmics. Alguns models posseeixen un transformador que permet un nivell alt de sortida sobre alta impedància (entre els 10k i els 50k òhmics), capaç de ser subministrat tal qual als amplificadors de guitarra o aparells de megafonia.
L'estàndard d’impedància de sortida als micròfons de bobina mòbil professionals se situa als 200 òhmics. Aquest és un valor prou baix per a permetre tirades llargues de cable. Per aquestes, no s’ha d’utilitzar impedàncies altes a causa de la pèrdua d'aguts que podrien produir-se en el cas de fer-ho.

## Història
L’any 1923, Marconi Styles desenvolupa el primer disseny comercial del micròfon de bobina mòbil, també anomenat micròfon dinàmic. Més tard, Alain Blumlein, enginyer anglès, implementa una membrana de fusta i alumini, i així aconsegueix com a resultat el micròfon de bobina mòvil HB1B. Aquest, és altament empleat als estudis EMI (Electric and Musical Industries).
L’any 1933, l'empresa Shure llença a Nord-amèrica el seu primer micròfon de bobina mòbil, l’anomenat 40D. Un any més tard, l'empresa Electro-Voice contribueix al desenvolupament d’aquests micròfons tot ideant un sistema que permet disposar dels micròfons a prop de sistemes d’il·luminació i elements electrònics sense aquests presentin defectes. Avui en dia, se segueix implementant aquesta característica als micròfons.
Onze anys després, l’any 1958, els Laboratoris Wennebostel (actualment anomenat Sennheiser Electronic) són fundats a Alemanya pel Dr. Dritz Sennheiser, tot convertint-se en marca líder de micròfons de bobina mòbil. Des de 1946, Sennheiser contribueix al desenvolupament d’aquests micròfons, com per exemple amb el seu primer micròfon DM1.
Així doncs, la història i el desenvolupament d’aquest micròfon no pot atribuir-se a una sola persona, sinó que es tracta del resultat d’un seguit de col·laboracions que han anat fent-se al llarg del temps.

## Avantatges
Les principals avantatges dels micròfons de bobina móvil són la seva robustesa, el preu (són relativament barats) i l’autonomia (no necessiten alimentació). Una altra avantatge és que compten amb protecció davant els camps magnètics externs (portant bobina compensadora). A més, resisteix bé la humitat, la temperatura i les vibracions.
Aquests factors fan que siguin molt utilitzats tant en interiors com en exteriors.
És el tipus de micròfon que solen portar els equips de captació electrònica de notícies (un dels models més usats pels reporters és el Senheiser E-845, que ofereix una resposta en freqüència que va dels 40 Hz als 16 kHz).
S’utilitzen molt com a micròfon de mà, ja que la seva robustesa els fa apropiats pel maneig propi dels vocalistes. També és important que el pic de presència se situï als 5 kHz, ja que realça la veu i millora la intangibilitat. A més, el micròfon de bobona mòvil de mà sol portar una pantalla antivent que serveix per atenuar els sorolls de la boca quan aquesta es triba a poca distància.
És un micròfon molt utilitzat quan és necessari situar-lo sobre algun suport.

## Inconvenients
El micròfon de bobina mòbil té una sensibilitat bastant bona (40 Hz a 16 kHz), tot i que és menor que la que proporciona un micròfon de condensador. Degut a això, la seva qualitat no és òptima, ja que la seva resposta en freqüència és limitada i irregular. Aquesta no és igual per a totes les freqüències. Tendeix a ser més direccional pels greus que pels aguts, amb la qual cosa es reforcen els greus. Aquest inconvenient sol ser superat surant el disseny, on per tal de compensar l'efecte, s’inclou un filtre atenuador de greus que retalla les baixes freqüències.
La resposta irregular en freqüència del micròfon de bobina mòvil, a la pràctica, suposa que no sigui aconsellable el seu ús quan les fonts emetin sons amb un gran component d’altes freqüències (el cas de les arpes, violins…). Pel contrari, resulten idònis quan es tracta de fonts pròximes amb domini de baixes freqüències (com passa amb els cantants, instruments com el bombo, la bateria, els amplificadors de guitarra…). Un model de micròfon dinpamic molt utilitzat en concerts en exteriors per captar la veu del cantant és el Shure SM58.
El problema de la resposta irregular ha quedat superat en la majoria de micròfons professionals de gama alta, que utilitzen dues càpsules en un mateix mòdul: una per captar les altes i mitges freqüències i una altra per les baixes.